# FK Karvan Yevlax
FK Karvan is een  Azerbeidzjaanse voetbalclub uit de stad Yevlax.
De club werd in 2004 opgericht en mocht vanwege het opbouwprogramma voor regionaal voetbal van de Azerbeidzjaanse voetbalbond meteen in de hoogste klasse starten. Daar werd de club derde en in 2005/06 zelfs tweede. In het seizoen 2009/10 eindigde Karvan op de laatste plaats en degradeerde naar de Eerste divisie. In augustus 2012 werd de club ontbonden. Met ingang van het seizoen 2023/24 kreeg de club weer een licentie voor het 2e niveau in Azerbeidzjan.

## Karvan in Europa
Uitslagen vanuit gezichtspunt
| Seizoen | Competitie    | Ronde | Land               | Club              | Totaalscore | 1e W    | 2e W    | PUC |
| ------- | ------------- | ----- | ------------------ | ----------------- | ----------- | ------- | ------- | --- |
| 2005    | Intertoto Cup | 1R    | Vlag van Polen     | Lech Poznań       | 1-4         | 1-2 (T) | 0-2 (U) | 0.0 |
| 2006/07 | UEFA Cup      | 1Q    | Vlag van Slowakije | FC Spartak Trnava | 2-0         | 1-0 (T) | 1-0 (U) | 2.5 |
|         |               | 2Q    | Vlag van Tsjechië  | Slavia Praag      | 0-2         | 0-2 (T) | 0-0 (U) | 2.5 |

Totaal aantal punten voor UEFA coëfficiënten: 2.5
Zie ook
- Deelnemers UEFA-toernooien Azerbeidzjan
- Ranglijst van alle clubs die in de diverse Europa Cups zijn uitgekomen